# Ivar Hast
Ivar Rudolf Hast, född 10 juni 1894 i Helsingfors, död 26 april 1973, var en finländsk officer. Han tillhörde de så kallade "tsarofficerarna", som hade utbildats och tjänstgjort i Kejserliga ryska armén.
Under första världskriget tjänstgjorde Ivar Hast på östfronten som underlöjtnant i 322:a regementet i Soligalitj. Under finska inbördeskriget var han först underbefälhavare för skyddskåren Sigurdskåren i Ingå. Hast deltog i striden vid Kyrkslätt som kompanichef och ledde en sektion vars syfte var att ta över  fästningsön Makilo. Hast tillfångatogs dock av ryssarna vid Makilo den 27 februari och tillbringade en och en halv månad som fånge till de röda i Helsingfors tillsammans med andra tillfångatagna medlemmar av Sigurdskåren.
Ivar Hast släpptes den 13 april 1918 efter det att tyska Östersjödivisionen erövrat Helsingfors och anslöt sig sedan till Västra Nylands bataljon, som sattes upp den 20 april under finska inbördeskrigets slutskede. Han blev en av två kompanichefer i det nyuppsatta skyddskårsförbandet, som hade sitt högkvarter i Västankvarns gård i Ingå. Denna frivilligenhet var skapad för att genomföra straffexpeditioner i Nyland och Egentliga Finland och var bland annat ansvarig för Avrättningarna i Västankvarn i maj 1918.
Har var senare arbetsledare på Helsingfors stads trafikstyrelse. Han tjänstgjorde återigen i Finlands armé 1939–1942 som löjtnant under Vinterkriget och Fortsättningskriget.